# Мелихово (микрорайон Ржева)
Ме́лихово – микрорайон в юго-западной части города Ржева Тверской области.
На севере граничит с посёлком льнозавода, на востоке с юго-западной промзоной и пристанционным микрорайоном, на юге и западе ограничен линиями Октябрьской железной дороги.

## История
Микрорайон сформировался при расширении границ города Ржева в середине XX века, путём включения в его состав деревни Мелихово.
Деревня "Мелехова" известна с XVII века и первоначально располагалась западнее, с другой стороны железной дороги.
В 1888 году около деревни была проведена Ржево-Вяземская железнодорожная линия, в 1929 году был открыт одноимённый разъезд, оборудованный железнодорожной платформой. Какое-то время разъезд именовался «Ржев-3», по аналогии с другими станциями Ржева.
Особой строкой вписалась данная местность в летопись Великой Отечественной войны.
Во время немецкой оккупации, вблизи станции Мелехово, захватчиками был организован расстрельный полигон. На нём были казнены такие активисты Ржевского подполья как: Василий Шитиков, Эдуард Соловьев, Николай Лошаков.
Восточнее станции, на территории Ржевской межрайонной конторы Заготзерно, фашисты организовали концлагерь для военнопленных (Дулаг №240) в котором за годы оккупации, с 1941 по 1943 год, погибло порядка 35000 воинов Красной армии. Ныне на этом месте располагается Ржевский хлебокомбинат.
Сама деревня в ходе периодических бомбёжек и боевых действий была полностью уничтожена и не была восстановлена. После войны, на настоящем месте, восточнее железнодорожной полосы, была отстроена новая деревня.

## Улицы микрорайона
При вхождении деревни в состав города её улицы (переулки) получили названия Мелиховские, от имени деревни. В настоящее время их семь.
Среди множества Мелиховских переулков есть один именной — переулок Каретина, назван в честь сержанта милиции Филиппа Каретина, погибшего 24 июля 1961 года при исполнении служебных обязанностей.

## Транспорт
Сообщение с центром Ржева осуществляется по Торопецкому тракту (север микрорайона) автобусными маршрутами №: 2, 2б, 10, 10б, 15 и 351, а также № 24 и № 4а от хлебокомбината.